# 蒙特利尔宪报
《蒙特利尔公报》（英語：Montreal Gazette）是加拿大魁北克省蒙特利尔地区的一家英文日报。《蒙特利尔公报》于1778年创刊发行至今，是北美地区历史最悠久的报纸之一。